# 玉置徹
玉置 徹（たまおき とおる、Toru Tamaoki McCoy、1965年11月18日 - ）は、日本の馬術家、馬術選手、調教師。レイニング競技を専門とし、世界大会出場歴や指導者としての実績を持つ。

## 経歴
- 2018年、アメリカ・ノースカロライナ州トライオンで開催されたFEI WEG世界馬術選手権大会に日本代表として出場。レイニング種目で個人15位に入賞。
- NRHA（アメリカ・レイニング協会）認定プロフェッショナル。NRHAダービーファイナリスト、NRBCブリーダーズクラシックファイナリスト、SWRHAフチュリティファイナリスト、ウインタースライドオープン優勝。日本国内でも多数の大会に出場し、2004年JWRA全日本選手権で優勝。2006年アマハカップ、JWRA全日本選手権共に優勝。2014年NRHA Japanオープン、JQHA(日本クォーターホース協会)Jr.レイニング優勝。2016年NRHA Japanオープン、フチュリティ共に優勝。
- NRHAワールドレイニングユースカップでは、2019年および2023年にタイ王国代表チームのコーチを務め18歳以下の部門で入賞、13歳以下の部門で優勝。
- 2022年から2024年まで、NRHA Thailand（タイ国内NRHA）に参戦しており3年連続の総合優勝を果たした。
- 2024年には、NRHA Thailandにおいてオープンクラスおよびフチュリティ・オープンの両部門で優勝した。
- ブラジルで開催された世界大会に日本代表として出場、中国での国際馬術大会ではアメリカ代表チームのサポーターとしても活動。
- 全国乗馬倶楽部振興協会より上級指導者資格を2019年に取得。

## メディア・評価
- 2018年、FEI世界馬術大会出場時に朝日新聞デジタルにて特集された[1]。
- 2022年、東京クラシッククラブの公式サイトにインタビューが掲載された[2]。
- 国際大会での活動や若手育成についてのインタビュー動画がYouTubeに公開されている。